# Prospect (Carolina del Nord)
Prospect és una concentració de població designada pel cens dels Estats Units a l'estat de Carolina del Nord. Segons el cens del 2000 tenia 690 habitants.

## Demografia
Segons el cens del 2000, Prospect tenia 690 habitants, 239 habitatges i 183 famílies. La densitat de població era de 98,7 habitants per km².
Dels 239 habitatges en un 38,9% hi vivien nens de menys de 18 anys, en un 52,7% hi vivien parelles casades, en un 17,2% dones solteres, i en un 23,4% no eren unitats familiars. En el 20,9% dels habitatges hi vivien persones soles el 4,6% de les quals corresponia a persones de 65 anys o més que vivien soles. El nombre mitjà de persones vivint en cada habitatge era de 2,89 i el nombre mitjà de persones que vivien en cada família era de 3,38.
Per edats la població es repartia de la següent manera: un 27,7% tenia menys de 18 anys, un 12,2% entre 18 i 24, un 30,6% entre 25 i 44, un 21% de 45 a 60 i un 8,6% 65 anys o més.
L'edat mediana era de 33 anys. Per cada 100 dones de 18 o més anys hi havia 89 homes.
La renda mediana per habitatge era de 34.038 $ i la renda mediana per família de 42.143 $. Els homes tenien una renda mediana de 31.583 $ mentre que les dones 11.705 $. La renda per capita de la població era d'11.359 $. Entorn del 20,1% de les famílies i el 21,7% de la població estaven per davall del llindar de pobresa.

## Poblacions més properes
El següent diagrama mostra les poblacions més properes.